# Hu Xiansu

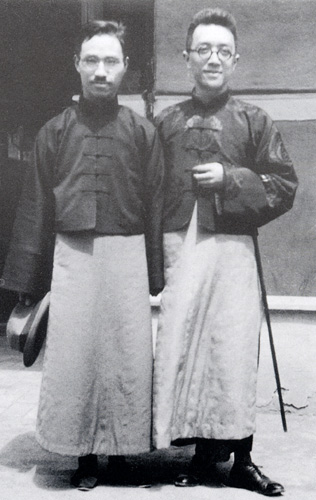
Hu Xiansu (esquerra) i Hu Shih

Hu Xiansu (en xinès simplificat: 胡先骕; en xinès tradicional: 胡先驌; en pinyin: Hú Xiānsù; Nanchang, 24 de maig del 1894 - Pequín, 16 de juliol del 1968), va ser un botànic xinès i un estudiós molt influent en la seva època. És considerat el fundador de la taxonomia vegetal a la Xina i un pioner de la recerca botànica moderna en el país asiàtic. En la bibliografia tècnica se l'anomena, a vegades, Hsen-Hsu Hu (seguint el sistema Wade-Giles de transliteració de noms).

## Biografia
Del 1909 al 1913 va estudiar al Jingshi Daxue Tang (京师大学堂, posteriorment la Universitat de Pequín) i del 1913 al 1916 estudià a la "Facultat de Ciències Forestals" de la universitat de Berkeley. Entre els anys 1916 i 1918 va ser cap adjunt de la primera reserva natural del Mont Lu (Jiangxi). Del 1918 al 1923 va ser professor de ciències agrícoles i degà de la Facultat de Biologia de la Universitat Pedagògica de Nanjing (Nanjing Gaodeng Shifan Xuexiao 南京高等师范学校), el 1921 ho va ser la "Universitat Estatal de la Regió del Sud-oest" (Guoli Dongnan Daxue 国立东南大学), que posteriorment esdevindria Universitat de Nanquín (南京大学). Es traslladà als Estats Units, on obtingué el màster i el doctorat en taxonomia botànica per la Universitat Harvard (1923-1925).
De tornada a la Xina, en els anys 20, amb Mei Guangdi va cofundar la revista Xueheng (学衡 La Revista Crítica), dedicada a protegir i defensar la cultura xinesa i el desenvolupament Guoxue (国学), concentrat en l'humanisme confucià. Va ser professor de la Universitat de Nanquín (1925-1928) i dirigí la Divisió de Botànica de l'Institut de Biologia de la Societat Científica de la Xina (中国科学社). El 1928 va fundar a Pequín, juntament amb el zoòleg Manzhouli Bing Zhi, l'Institut de Recerca de la Biologia Jingsheng (静生生物调查所), l'antecessor dels instituts d'investigació zoològica i botànica de l'Acadèmia Sínica (中国科学院). De 1928 a 1932 dirigí el Departament de Botànica de l'"Institut Jingsheng", i fou professor a les Facultats de Biologia de la Universitat de Pequín i de la Universitat Normal de Pequín. Dirigí (1932-1940) l'Institut Jingsheng, i en el mateix període va tenir un paper important en la fundació de la Societat Botànica de la Xina (中国植物学会). També promogué la primera plantació de recerca botànica, a la reserva natural del Mont Lu.
Entre el 1940 i el 1944 va ser primer rector de la Universitat Nacional Chung Cheng (anomenada així per Chiang Kai-shek i futura Universitat de Nanchang. En els anys 40, Hu i Wan Chun Cheng foren peces cabdals en la identificació a la província de Sichuan d'una nova espècie de Metasequoia fins aleshores coneguda tan sols per restes fòssils. En els anys 50, Hu Xiansu criticà obertament les doctrines anti-mendelianes de Trofim Lissenko en la pràctica genètica i agrícola, malgrat la influències i les pressions polítiques soviètiques de l'època.

## Obres
- Icones filicum sinicarum (amb R.-C. Ching), 1930
- Icones plantarum sinicarum (amb Woon-Young Chun), 1927-1937.